# Roßberger Tracht

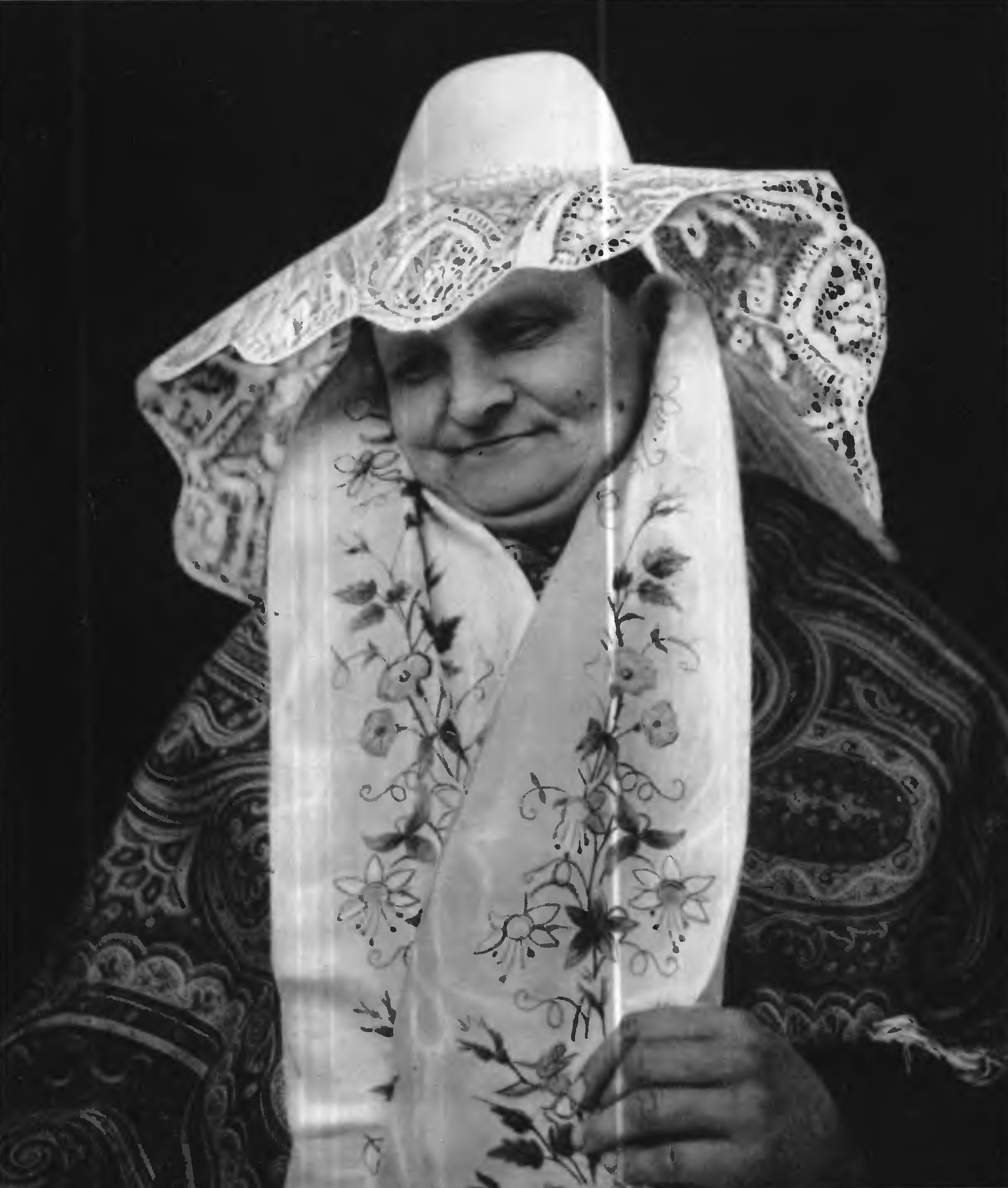
Eine alte Roßbergerin in ihrer Tracht mit weißer Haube, daran ein breites Haubenband mit gesticktem Blumenmuster, und buntem Schultertuch

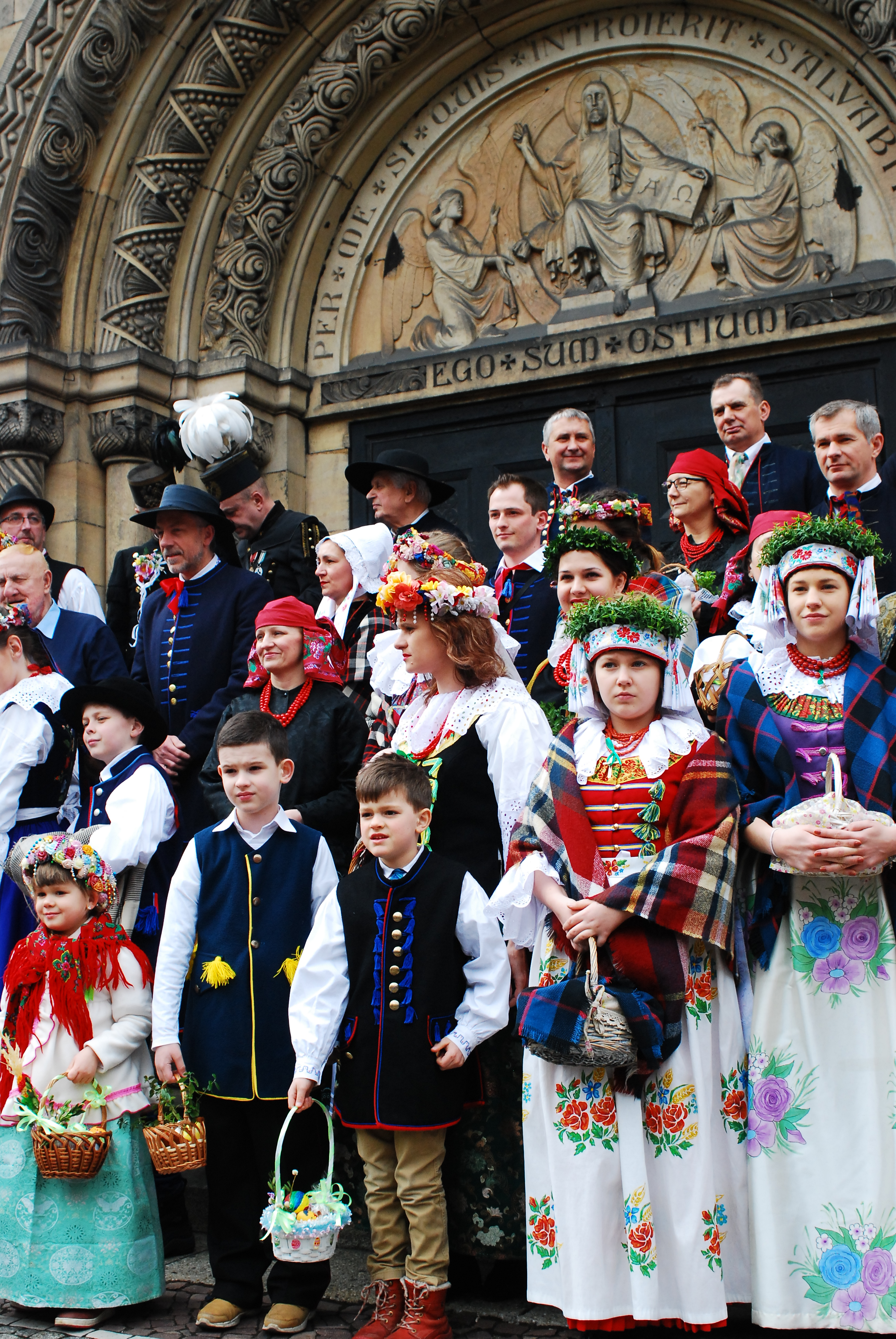
Gruppe in Roßberger Tracht zu Ostern vor der Hyazinthkirche

Die Roßberger Tracht (polnisch: Strój rozbarski) ist eine der Bekanntesten der Schlesischen Trachten. Die Tracht aus Roßberg in Oberschlesien ist nur lokal in einigen wenigen Orten um Beuthen O.S. verbreitet gewesen. Das früher ländliche Roßberg ist heute ein Stadtteil von Bytom (Beuthen). Einzigartiges Merkmal der Roßberger Tracht sind ihre weißen Festtagshauben, die es in dieser Form sonst in keiner anderen Gegend Schlesiens gibt. Die Roßberger Tracht soll aus der Zeit des Rokoko stammen.
Neben Roßberg gehörten zum Verbreitungsgebiet der Tracht die Orte Schomberg, Hohenlinde, Biskupitz, Kamin, Groß Dombrowka, Piekar, Koslowagora, Karf und Miechowitz.

## Trachten

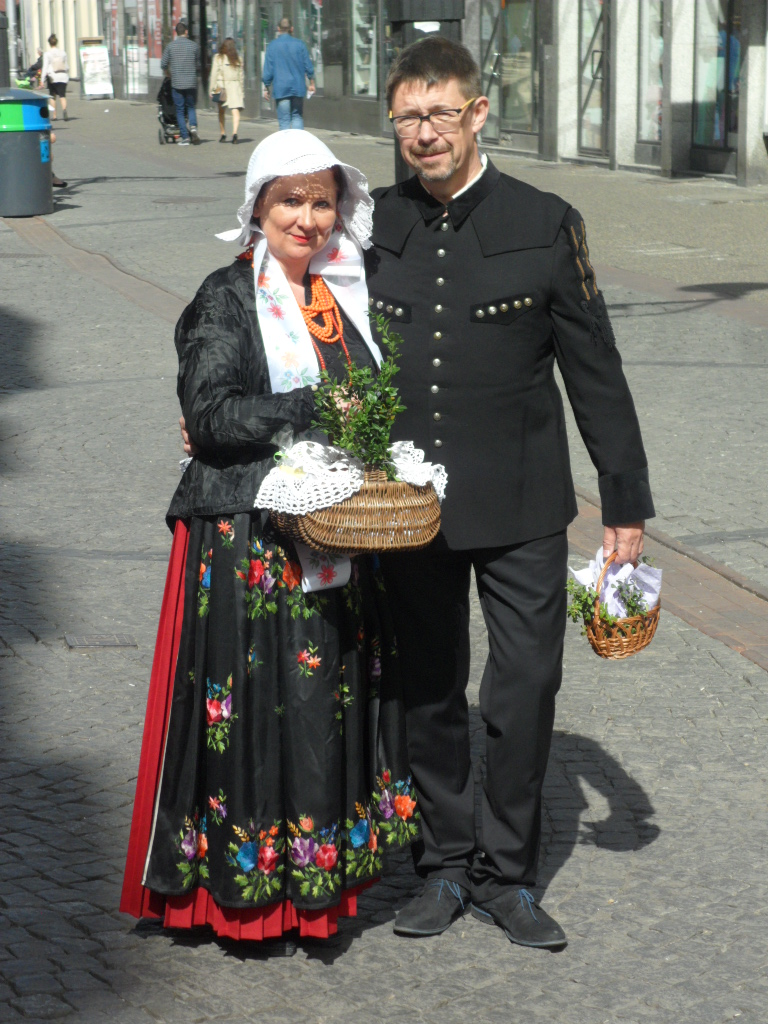
Roßbergerin und Bergmann

Roßberg zählte zu den wenigen Orten in Schlesien, in denen Trachten noch im 20. Jahrhundert sehr verbreitet waren. Ferner besaß der Ort auch Trachten für Männer, was in Schlesien kaum mehr vorkam. Die Tracht der Roßberger Bauern zeichnete sich zudem durch edle Materialien aus, die diese sehr kostbar machten. Manche Bestandteile für die Tracht die die Kränzelpaare (Brautführerpaare) trugen, waren sogar im Gemeindebesitz und wurden zu feierlichen Anlässen ausgeliehen. Außerdem besaßen die Roßberger Trachten sehr viel Bandschmuck.
Markantes Merkmal der Frauentracht ist die weiße, große und breite Spitzenhaube, die schleierartig hinunterhängt. Sie wurde abwechselnd mit einem purpurnen Kopftuch getragen. Zur Frauentracht gehörte eine weiße Bluse mit kurzen Ärmeln. Und zuletzt wurde eine schwarze Jacke mit langen Ärmeln angezogen. Über die Jacke wurde auch noch ein dunkles bemustertes Tuch (meist orientaler Provenienz) gewickelt. Über der Jacke bzw. dem Tuch hingen noch von den Schultern zwei große breite helle Bänder mit Blumenmuster hinunter, die bis zum Rock reichten.
Die Mädchen trugen bei Hochzeiten als Brautjungfern und bei festlichen Umzügen einen auffälligen Kopfschmuck. Die als Jungfernhauben bezeichneten Kopfbedeckungen bestanden aus gestecktem Stoffband mit Blumenmuster, auf diesen wurde eine hohe Myrtenkrone gesetzt. An der Haube wurden hinten zwei runterhängende Bänder befestigt. Um den Hals trug man eine rote Kette (aus echten Perlen, Korallen oder Bernstein) mit einem Kreuz, die meist dreireihig um den Hals gelegt wurde. Um die Hüfte wurde ein dunkler Rock getragen, der meist bis zu den Knien reichte, und darüber wurde eine helle Schürze aus Seide gebunden, die meistens auch ein Blumenmuster hatte. Um die Schürze wurde ein Taillenband gebunden, das zu einer Schleife geknotet wurde. Am Oberkörper wurde über einer weißen Bluse mit kurzen bauschigen Ärmeln ein Mieder aus Filz getragen, das meist rot war und goldene Knöpfe hatte, in Schulterhöhe und im Bereich des Ausschnitts befand sich ein helles Stoffband mit Blumenmuster. Schließlich wurde ein helles Band zu einer Schleife gewickelt und am Hals befestigt. Im Alltag wurde auch ein weißes Tuch über den Oberkörper gefaltet, das das komplette Mieder von vorne verdeckte.
Charakteristisch für die Männertrachten sind die blauen Jacken bzw. blauen Westen und gelben Hirschlederhosen. Die Weste reichte über die Hüften. Die Jacken und Westen hatten einen roten Rand und goldfarbene Knöpfe. Dazu wurden schwarze bis zu den Knien reichende Schaftstiefel getragen. Als Kopfbedeckung wurde ein schwarzer Hut getragen, der auch ein goldenes Band um die Hutkrone haben konnte. Die Hutkrempe war sehr breit. Im Winter wurden auch Iltis-Fellmützen getragen. Am Hals wurde ein buntes Halstuch befestigt, beispielsweise in rot-gold.
Jungen trugen dieselbe Tracht, als Brautführer bei Hochzeiten trugen sie jedoch zusätzlich einen Blumenstrauß an der Jacke, sowie ein zur Schleife gebundenes dunkles Band mit Blumenmuster unterhalb des Straußes.

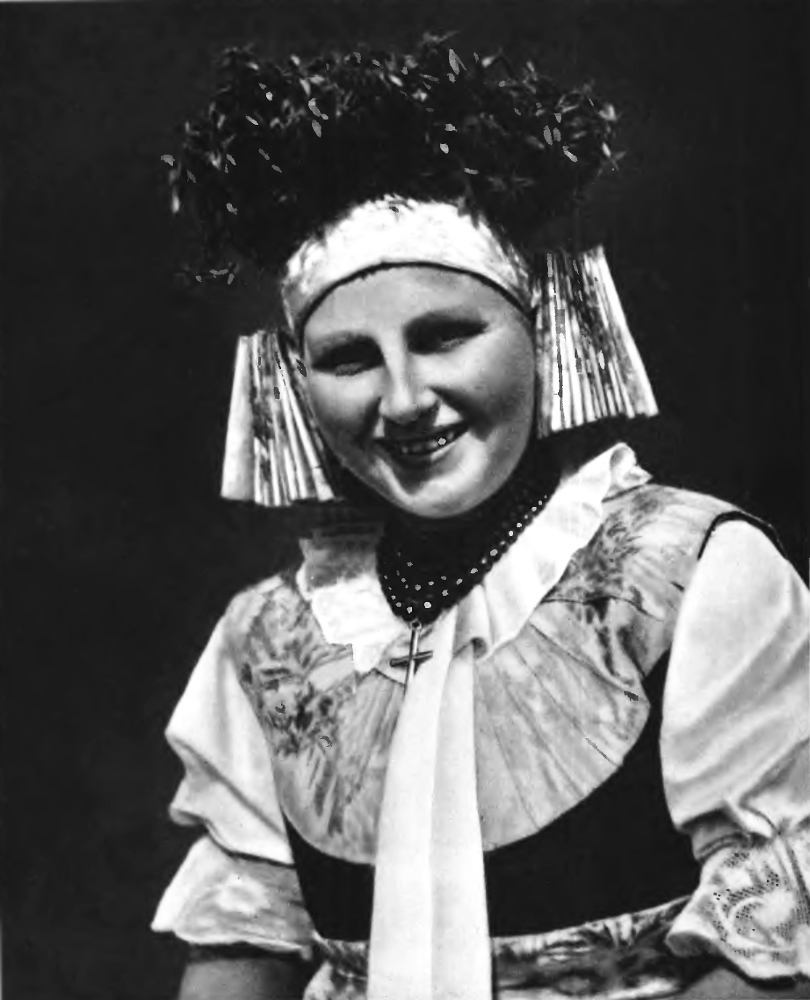
Mädchen mit Jungfernhaube
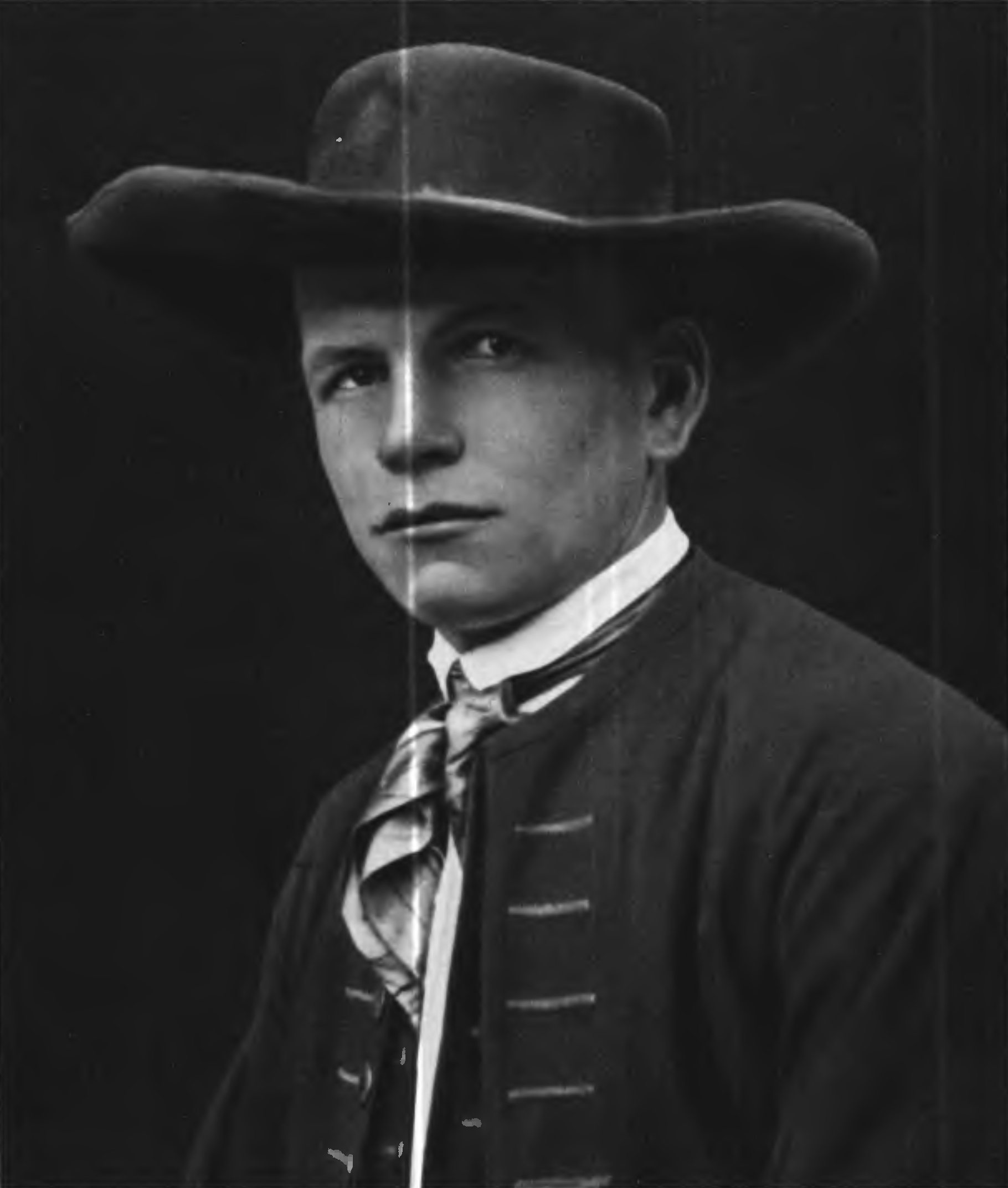
Junge in Tracht
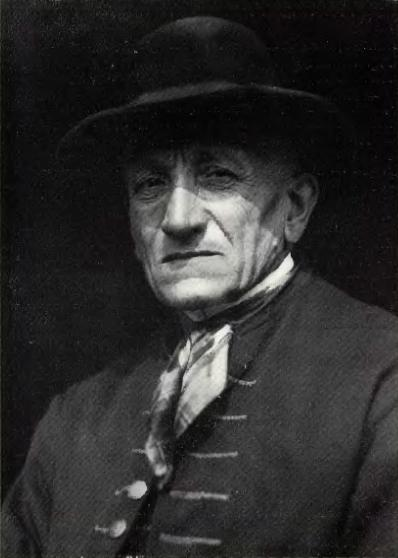
Bauer in Tracht
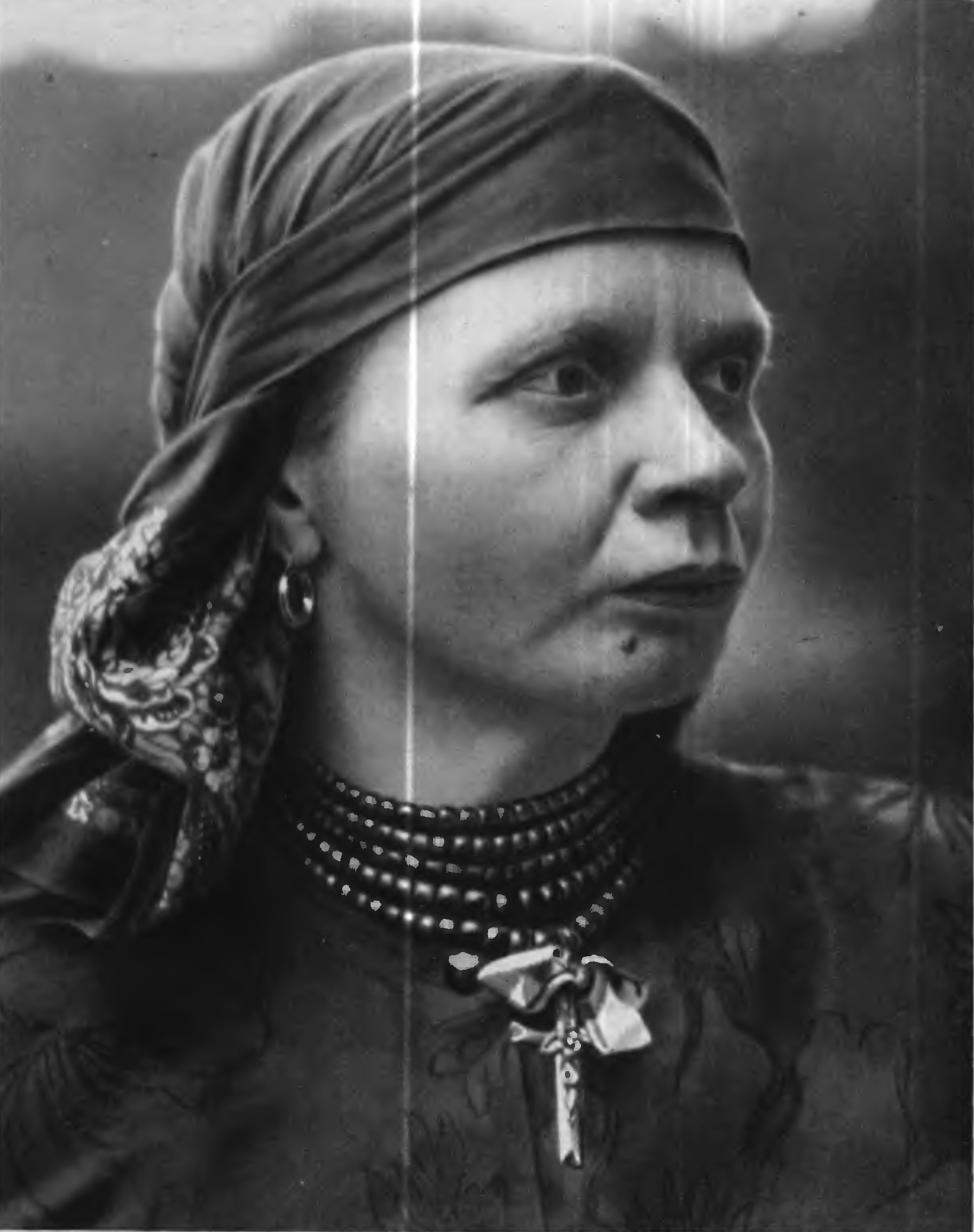
Frau mit Kopftuch

## Roßberger Tracht in der Kunst
Die Roßberger Bauern und ihre Tracht wurden auch ein häufiges Motiv in der Kunst. So schuf der in Lüben geborene Künstler Walter Schölei-Breslau (* 1891) zwei Ölgemälde mit den Titeln „Bäuerin aus Roßberg bei Beuthen O/S“ und „Bauer aus Roßberg bei Beuthen O/S“. Auch der Maler Richard Knötel (1857–1914) und die Malerin Hedwig Grabowski malten in ihren Werken Roßbergerinnen in Tracht. Der Beuthener Künstler Georg Kinner malte ebenfalls Gemälde von einem Bauer und einer Bäuerin. 1920 wurde in Roßberg auch eines der frühesten Farbfotos geschossen, das eine Bauernfamilie in Tracht zeigt. Dieses Foto wurde 2007 in der Ausstellung „100 Jahre Farbe – Frühe Fotografien“ in der Städtischen Galerie Erlangen ausgestellt. Weitere Schwarz-weiß-Fotografien waren im Besitz des Oberschlesischen Museums in Gleiwitz. In einer Briefmarkenserie des Deutschen Reiches von 1935 für das Winterhilfswerk mit Darstellungen deutscher Volkstrachten, wurde die Roßberger Tracht stellvertretend für die Region Schlesien dargestellt. Im Hintergrund erkennt man den Annaberg mit dem Kloster.
1934 wurde eine nachgespielte Roßberger Bauernhochzeit im Funkhaus Gleiwitz durch die schlesischen Sender im Funk übertragen. Dabei wurden auch Filmaufnahmen gemacht.

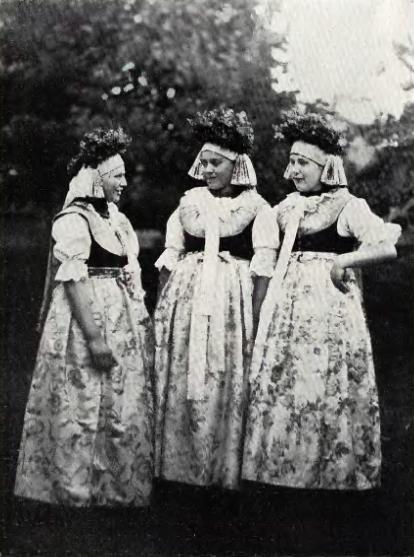
Brautjungfern in Tracht
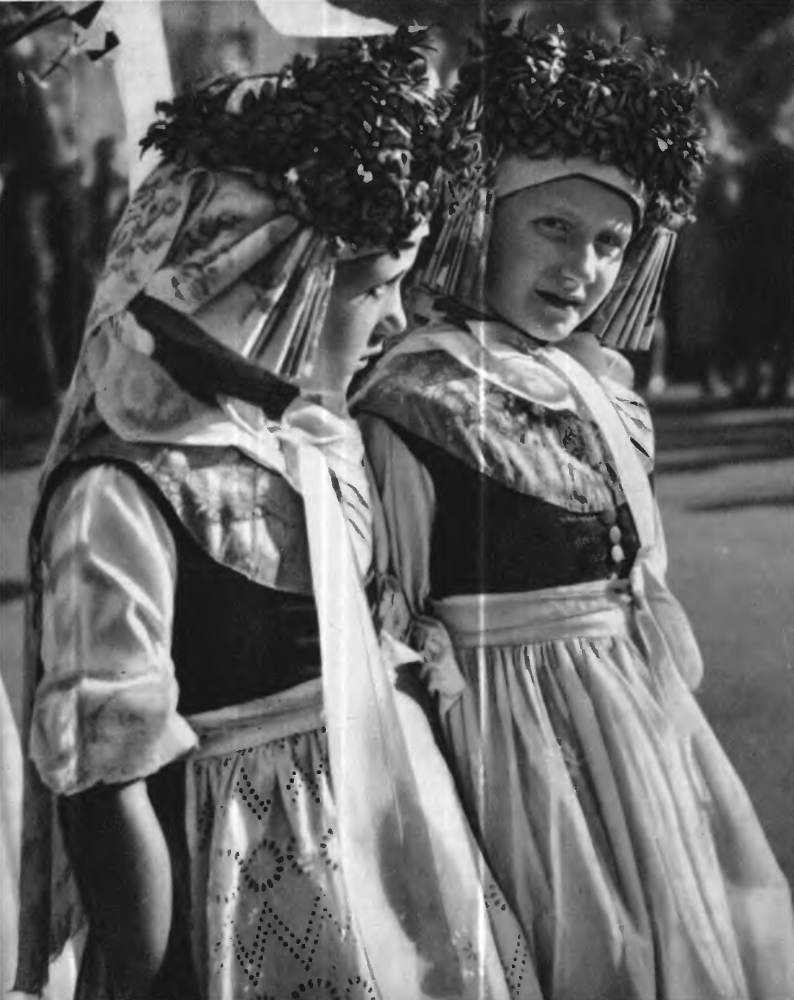
Brautjungfern in Tracht, Foto von Max Glauer
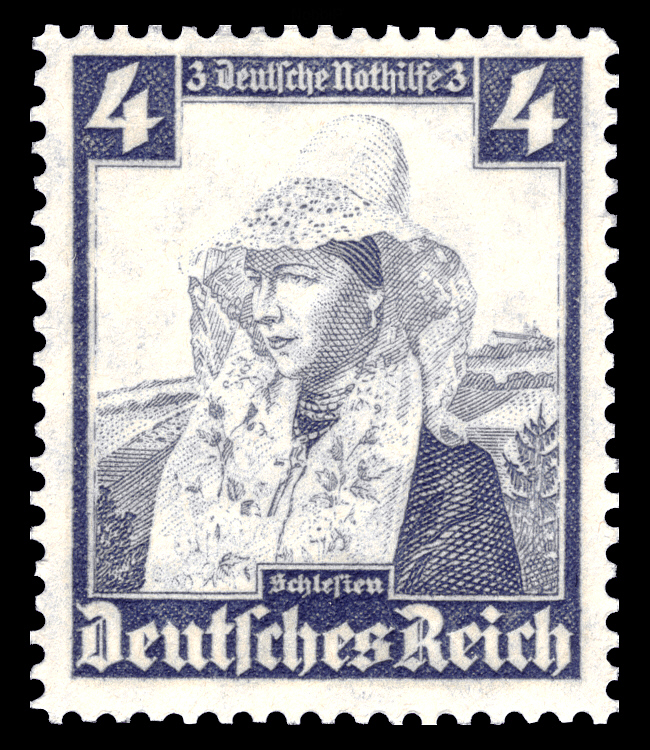
Briefmarke von 1935
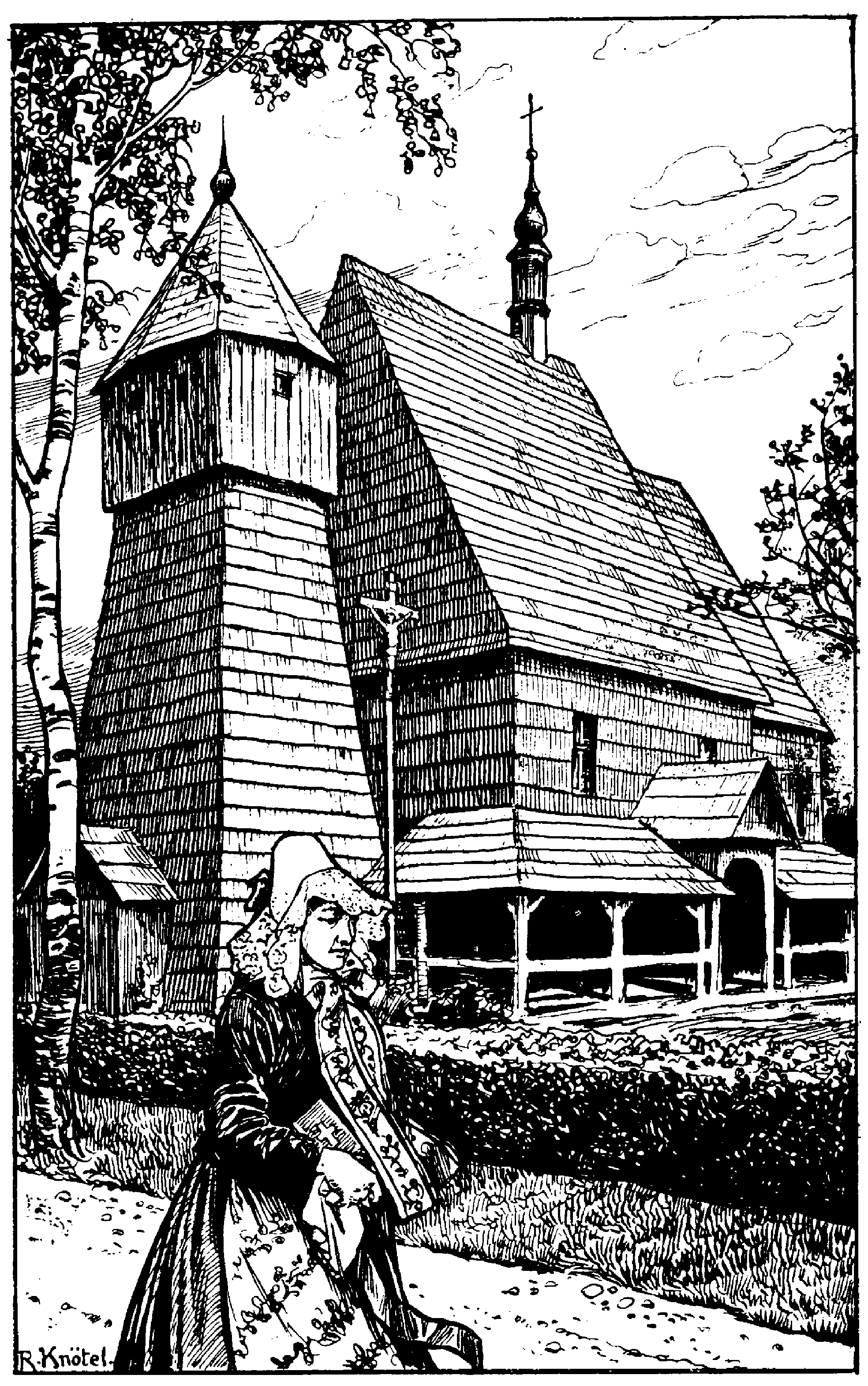
Zeichnung von Richard Knötel

## Traditionspflege
Ausstellungsstücke der Roßberger Tracht finden sich im Oberschlesischen Museum in Bytom (Beuthen). In Rozbark selbst wird die Tracht weiterhin von einigen Anwohnern zu besonderen feierlichen Anlässen getragen und präsentiert. Die Volkstanzgruppe Herford pflegt die Tradition der beiden oberschlesischen Trachten aus Roßberg und Schönwald und nutzt diese bei ihren Auftritten.